# Metropolitano

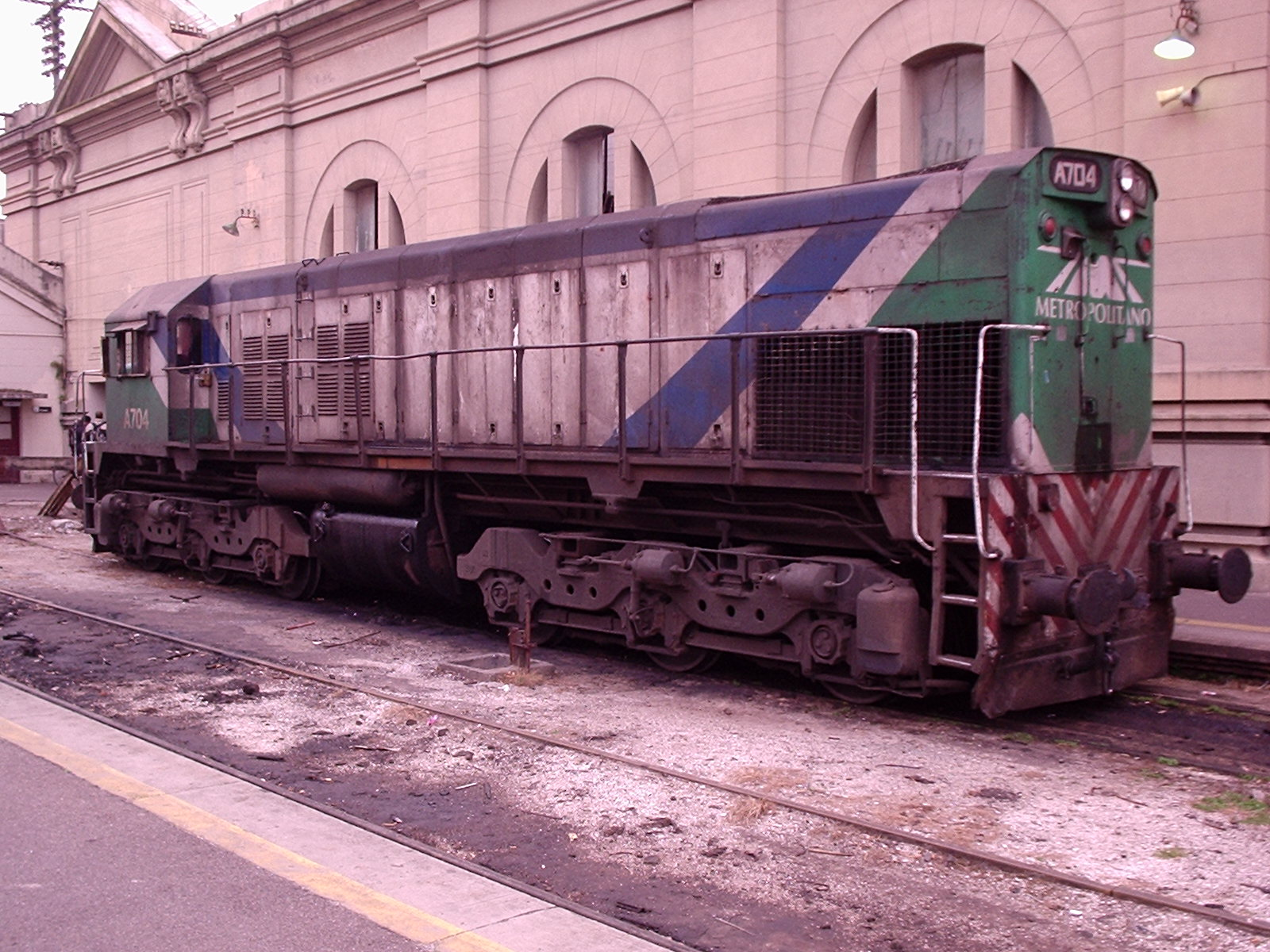
Lokomotive im Metropolitano-Farbschema

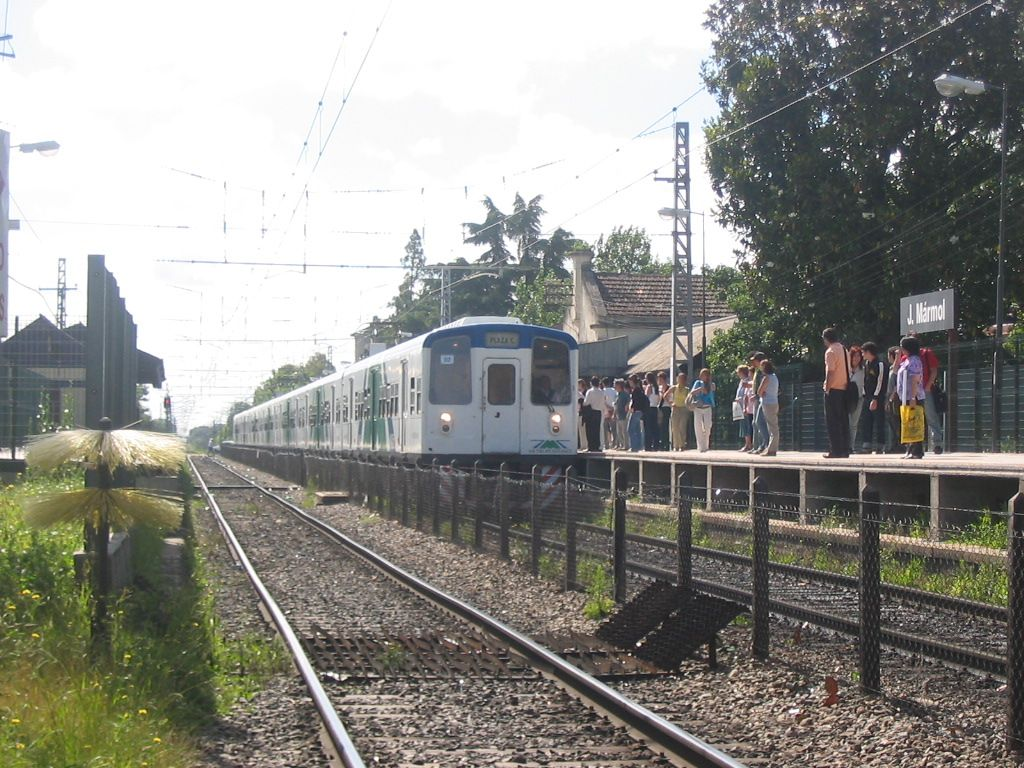
Metropolitano-Zug im Bahnhof José Mármol (2004)

Metropolitano S.A. war ein argentinisches Schienenverkehrsunternehmen, das zwischen 1994 und 2007 drei Vorortbahnnetze im Großraum Buenos Aires betrieb. Aufgrund der schlechten Qualität der angebotenen Zugleistung entzog der argentinische Staat 2004 und 2007 dem Unternehmen die jeweiligen Konzessionen.

## Geschichte
1994 gründeten die beiden Busgesellschaften Olmos und Trainmet das Konsortialunternehmen Metropolitano, das sich darauf für die Konsortien der damals privatisierten staatlichen Eisenbahngesellschaft Ferrocarriles Argentinos bewarb und letztendlich den Zuschlag für die Netze Belgrano Sur, San Martín und Roca gewann. Daraufhin wurde für jedes zu betreibende Schienennetz ein Tochterunternehmen gegründet, Transportes Metropolitano San Martín (TMS), Transportes Metropolitano Roca (TMR) und Transportes Metropolitano Belgrano Sur (TMB). Am 1. April 1994 nahm Metropolitano den Betrieb auf der Strecke Retiro–Pilar (Netz San Martín) auf, am 1. Mai 1994 folgten die anderen beiden Netze. 1999 kaufte der Unternehmer Sergio Taselli das Unternehmen auf.
Obwohl das Unternehmen hohe Subventionen seitens des argentinischen Staates erhielt, waren schlechte Fahrleistungen, die anhaltenden Verspätungen sowie die schlechte Instandhaltung des Fuhrparks immer wieder Gründe für zahlreiche Beschwerden der Fahrgäste und Vertragsstrafen seitens des Staates. Daraufhin wurde 2004 nach zahlreichen, teils schweren Verkehrsunfällen vorfristig die Konzession für den Betrieb der Strecke Retiro – Pilar (San Martín) aufgehoben und der provisorischen, staatlichen Eisenbahngesellschaft UGOFE übergeben. Nach einer gewaltsamen Demonstration von aufgebrachten Fahrgästen am Bahnhof Constitución am 15. Mai 2007, entzog der argentinische Staat dem Unternehmen auch für die beiden anderen Vorortbahnnetze (Roca und Belgrano Sur) die Konzession und übergab diese ebenso der staatlichen Eisenbahngesellschaft UGOFE.

## Linien
Metropolitano betrieb insgesamt folgende Linien:
| Netz         | Zuglauf | Konzessionsdauer           |
| ------------ | --- | -------------------------- |
| Roca         | Constitución – La Plata (über Quilmes) Constitución – Ezeiza – Cañuelas Constitución – Alejandro Korn Constitución – Berazategui – Temperley Temperley – Haedo Bosques – Gutiérrez | 1. Mai 1994 22. Mai 2007   |
| San Martín   | Retiro – Pilar | 1. Mai 1994 7. Januar 2005 |
| Belgrano Sur | Puente Alsina – Aldo Bonzi Buenos Aires – González Catán Buenos Aires – Marinos del Belgrano                                                                                       | 1. Mai 1994 22. Mai 2007   |